# Attentats de 2023 à Rajauri
Les attentats de 2023 à Rajauri sont une série d'attaques terroristes présumées qui ont débuté le 1er janvier 2023 dans le village de Dhangri du district de Rajauri au Jammu-et-Cachemire (territoire de l'Union), en Inde, entraînant la mort de quatre personnes et en blessant neuf autres. Le 2 janvier 2023, un engin explosif improvisé (EEI) a explosé près du même site d'attaque, entraînant la mort d'un enfant mineur et en blessant cinq autres.

## Attentats
Dans la soirée du 1er janvier 2023, des militants ont fait irruption dans au moins trois maisons d'une communauté minoritaire dans un village de la région frontalière de Rajauri au Jammu-et-Cachemire et ont ouvert le feu, faisant quatre morts parmi les civils et six autres blessés. Le 2 janvier 2023, un enfant a été tué et quatre autres, dont un grièvement, ont été blessés dans une explosion dans l'une des maisons cibles des militants quelques heures seulement après les attaques à l'arme à feu.
Mukesh Singh, directeur général supplémentaire de la police (ADGP) de la zone de Jammu, a fait une déclaration concernant l'attaque terroriste à Upper Dangri. Selon Singh, deux terroristes ont visé trois maisons dans la région, faisant quatre victimes. En réponse, une opération de recherche a été lancée, la police, la Force de police centrale de réserve (CRPF) et les troupes de l'armée bouclant la zone dans le but de neutraliser les deux militants.